# Dreiblättrige Orange
Die Dreiblättrige Orange (Poncirus trifoliata), auch Bitterorange oder Bitterzitrone genannt, ist die einzige sicher bekannte Pflanzenart der Gattung Poncirus in der Familie der Rautengewächse (Rutaceae).

## Herkunft
Poncirus trifoliata stammt aus Zentral- und Nordchina sowie Japan, ist dort als Wildform anzutreffen und wird oft auch als Heckenpflanze genutzt.

## Beschreibung
Die Dreiblättrige Orange bildet stark bedornte und verfilzt wachsende Sträucher oder breite kleine Bäume, die Wuchshöhen und Pflanzendurchmesser von bis zu 4 m erreichen. Die Rinde bleibt grün. Die Zweige sind deutlich abgeflacht. Sie ist im Winter laubabwerfend und verträgt Temperaturen bis etwa −25 °C. Die Laubblätter sind dreiteilig, wobei das mittlere Blättchen um etwa 1/3 größer ist. Der Blattstiel ist leicht geflügelt. Im Herbst färbt sich das Laub orange.
Blütenknospen für das Folgejahr werden im Herbst schon deutlich sichtbar. Die relativ großen, zwittrigen Blüten stehen alleine, manchmal auch zu zweit in den Blattachseln.  Die leicht genagelten Kronblätter sind etwa 2 cm groß. Die 20 bis 23 Staubblätter sind im Gegensatz zur Gattung Citrus frei und nicht verwachsen. Die Bestäubung dieser selbstfertilen Art erfolgt durch Insekten. Die Blütezeit reicht von April bis Mai. Trotz der hohen Frostverträglichkeit werden Blüten und junge Blatttriebe von Spätfrösten stark geschädigt.
Die runde Frucht hat einen Durchmesser von 3 bis 5 Zentimetern, ist gelb bis gelborange, mit fünf bis acht Millimeter dicker, behaarter Schale und oft einer kleinen Zitze. Sie enthält 25 bis 40 Samen. Die großen Samen sind glattschalig und polyembryonisch. Ihr Saft ist sauer, vermengt mit unangenehm schmeckendem Harzöl und ungenießbar. Reife Früchte verströmen einen starken Zitrusgeruch.
Die Chromosomenzahl beträgt 2n = 18, selten 36.

## Verwendung
Die Dreiblättrige Orange ist die frosthärteste Zitruspflanze, die in Europa gepflanzt wird. Sie ist die beste Veredelungsunterlage für Kübelpflanzenkultur und schwachwüchsige Engpflanzungen. Es gibt eine zwergwüchsige, maximal 2 Meter hohe Form mit korkenzieherähnlichem Wuchs, 'Flying Dragon' oder Poncirus trifoliata var. monstrosa genannt. Die Dornen dieser Sorte sind nach hinten gebogen, die Früchte etwas kleiner als die der Art.
Die Dreiblättrige Orange ist in vielen Teilen der Welt eine der wichtigsten Veredelungsunterlagen. Einige ihrer Hybriden werden zum Teil noch intensiver als Veredelungsunterlagen im Erwerbsanbau genutzt.
Gekreuzt mit der Süßorange werden die Hybriden Citrange genannt, mit Grapefruit und Pomelo: Citrumelo, mit Zitrone: Citremon, mit Bitterorange: Citradia, mit Mandarine: Citrandarin. Der zusammenfassende Begriff für diese Hybriden lautet ×Citroncirus.
All diese F1-Hybriden (F1 = 1. Filialgeneration zweier verschiedener Arten/Gattungen) haben eines gemeinsam: Sie sind nicht mehr ganz so frosthart wie Poncirus, jedoch meistens noch zwischen −10 und −15 °C. Die Früchte sind ausnahmslos sauer und in verschiedenem Grad auch bitter. Die Wuchsstärke ist meist deutlich höher als bei Poncirus, und bis auf wenige Ausnahmen sind die Pflanzen höchstens teillaubabwerfend. Viele Züchtungen sind Anfang des 20. Jahrhunderts von Walter Tennyson Swingle (U. S. Department of Agriculture) im Feldlabor in Eustis (Florida) entstanden. In der Bestrebung, frosthärtere Hybriden mit besseren, essbaren Früchten zu bekommen, sind später häufig Rückkreuzungen auf Orange, Mandarine, Kumquat und Grapefruit mit diesen F1-Hybriden entstanden, sogenannte F2-Hybriden.

## Galerie

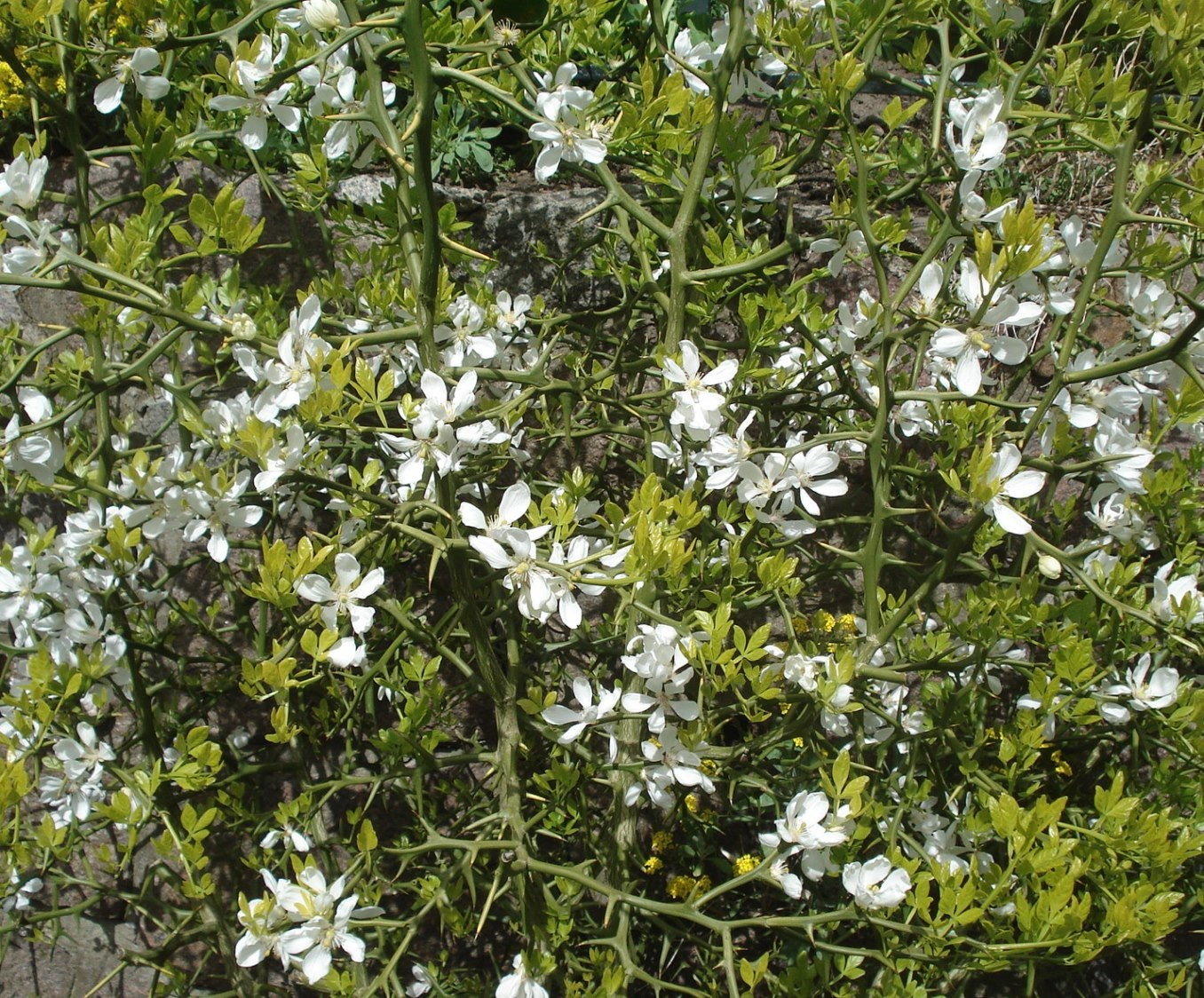
Blühende Pflanze mit Neuaustrieb
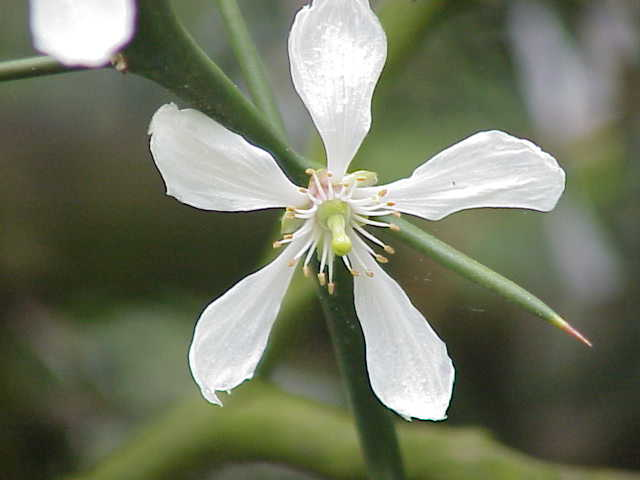
Blüte und ein Dorn
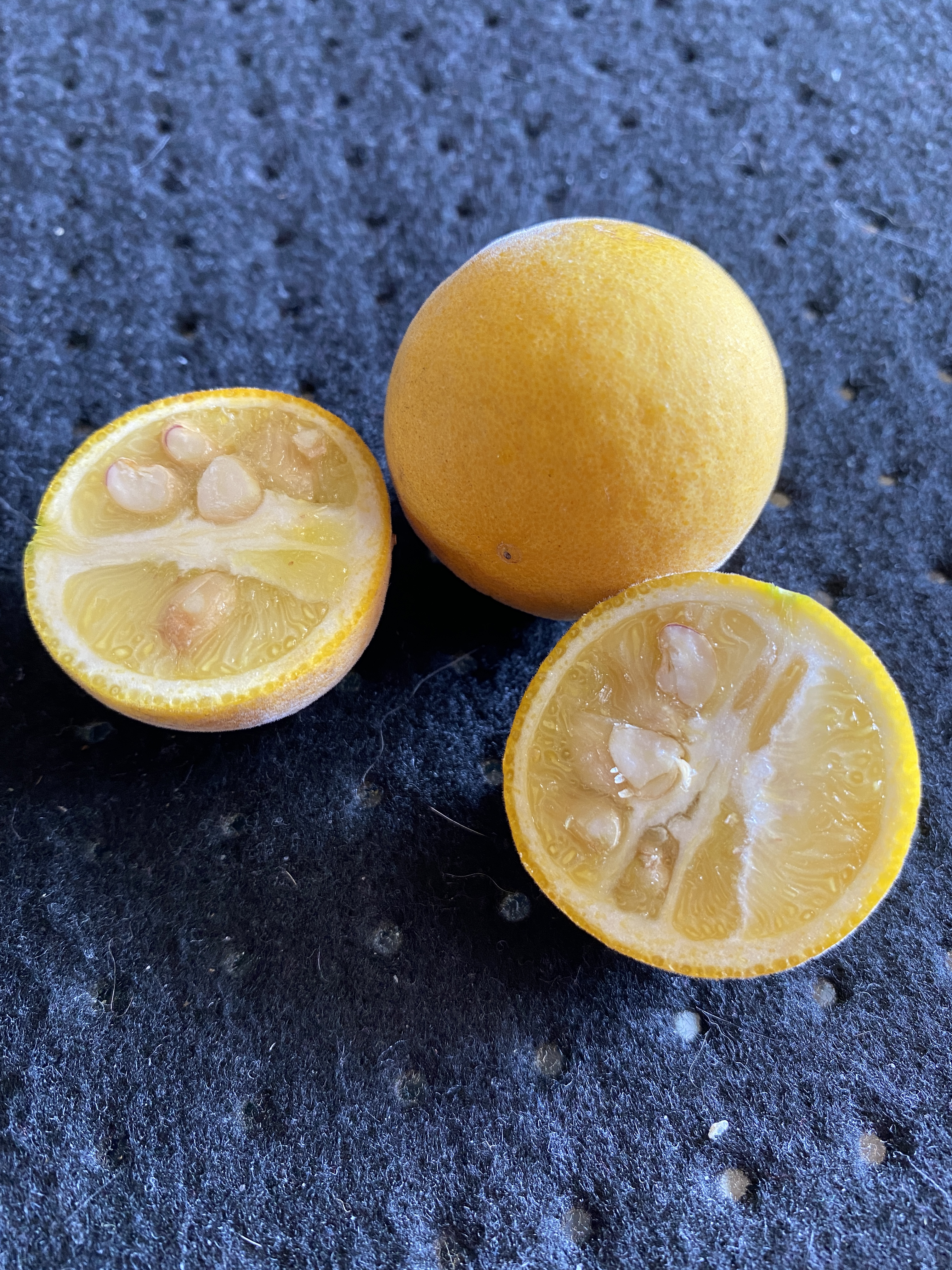
Aufgeschnittene Frucht
Herbstlaubverfärbung